# Xylocopa provida
Xylocopa provida är en biart som beskrevs av Smith 1863. Xylocopa provida ingår i släktet snickarbin, och familjen långtungebin. Inga underarter finns listade i Catalogue of Life.